# Лаєвська Ганна Сергіївна
Лаєвська Ганна Сергіївна (ісп. Ana Layevska; 10 січня 1982, Київ, УРСР) — мексиканська акторка та співачка українського походження.

## Біографія
Лаєвська Ганна Сергіївна народилася 10 січня 1982 року в місті Київ. Її батьки — скрипаль Сергій Лаєвський та акторка Інна Расцветаєва. 1987 року сім'я переїхала до Москви, а 1991 — до Мехіко. Ганна почала грати на скрипці у 5 років, почала вчитися акторському мистецтву після переїзду до Мехіко.
Зніматися вона почала з 1997 року. Перша роль — скрипалька у теленовелі «Одного разу в нас виростуть крила» (ісп. Alguna vez tendremos alas). Після того вона знімалася у багатьох фільмах та серіалах. 2001 року вона отримала нагороду «TVyNovelas» за гру у «Primer amor, a mil por hora» як «найкраще жіноче відкриття» та «найкращий поцілунок».
Ганна володіє російською, англійською та іспанською мовами.

## Фільмографія

### Телебачення
| Рік       |   | Українська назва                    | Оригінальна назва                      | Роль                                                                              |
| --------- | - | ----------------------------------- | -------------------------------------- | --------------------------------------------------------------------------------- |
| 1997—1997 | с | «Одного разу в нас виростуть крила» | ісп. Alguna vez tendremos alas         | російська скрипалька                                                              |
| 1998—1998 | с |                                     | ісп. Preciosa                          | Біт Парт (англ. Bit Part)                                                         |
| 1999—1999 | с | «Циганська любов»                   | ісп. Amor gitano                       | Марія                                                                             |
| 1999—1999 | с |                                     | ісп. Cuento de Navidad                 | саму себе                                                                         |
| 2000—2000 | с |                                     | ісп. Primer amor, a mil por hora       | Маріна Ітурріага (ісп. Marina Iturriaga)                                          |
| 2001—2001 | с | «У часи метеликів»                  | ісп. En el tiempo de las mariposas     | Ліна Ловатон (ісп. Lina Lovaton)                                                  |
| 2001—2001 | с |                                     | ісп. Primer amor, tres años después    | Маріна Ітурріага                                                                  |
| 2001—2002 | с | «Гра життя»                         | ісп. El juego de la vida               | Пауліна (Пау) Де Ла Мора                                                          |
| 2002—2003 | с | «Жінка, випадки з реального життя»  | ісп. Mujer, casos de la vida real      | Адела                                                                             |
| 2003—2003 | с | «Клас 406»                          | ісп. Clase 406                         | саму себе                                                                         |
| 2003—2003 | с |                                     | ісп. Clap, el lugar de tus sueños      | Валентина Кінтеро (ісп. Valentina Quintero)                                       |
| 2005—2005 | с | «Мачуха»                            | ісп. La madrastra                      | Естрелла Сан Роман (ісп. Estrella San Román)                                      |
| 2006—2006 | с | «Сусіди»                            | ісп. Vecinos                           | Сара                                                                              |
| 2006—2006 | с | «Два обличчя Ани»                   | ісп. Las dos caras de Ana              | Ана Ескудеро (ісп. Ana Escudero) / Марсія Ласкано (ісп. Marcia Lazcano)           |
| 2008—2008 | с | «Найдорожчий ворог»                 | ісп. Querida enemiga                   | Лорена де ла Круз (ісп. Lorena de la Cruz)                                        |
| 2009—2009 | с | «Жінки-вбивці»                      | ісп. Mujeres asesinas                  | Марсела Родрігез (ісп. Marcela Rodríguez)                                         |
| 2009—2009 | с |                                     | ісп. El que habita las alturas         | Тереза                                                                            |
| 2009—2009 | с | «Літо кохання»                      | ісп. Verano de amor                    | Валерія                                                                           |
| 2010—2010 | с | «Привид Єлени»                      | ісп. El fantasma de Elena              | Єлена Кальканьйо (ісп. Elena Calcaño) / Даніела Кальканьйо (ісп. Daniela Calcaño) |
| 2011—2011 | с | «Моє серце б'ється для Лоли Волкан» | ісп. Mi corazón insiste en Lola Volcán | Дебора Нор'єга (ісп. Débora Noriega)                                              |
| 2011—2011 | с |                                     | англ. Burn Notice                      | Ірина                                                                             |
| 2012—2012 | с | «Небезпечні зв'язки»                | ісп. Relaciones peligrosas             | Патрисія (Патті) Мілано                                                           |
| 2013—2013 | с | «Пані та працівник»                 | ісп. Dama y obrero                     | Ігнасія Сантамарія (ісп. Ignacia Santamaria)                                      |
| 2023      | с | Триптих                             | Tríada                                 | Марія Фернанда (Маріфер)                                                          |

### Кінематограф
| Рік  |   | Українська назва | Оригінальна назва           | Роль            |
| ---- | - | ---------------- | --------------------------- | --------------- |
| 2004 | ф |                  | ісп. Genesis 3:19           | Ліза            |
| 2006 | ф |                  | ісп. Cansada de besar sapos | Андреа (Анді)   |
| 2008 | ф |                  | ісп. Casi divas             | Хімена          |
| 2009 | ф |                  | англ. The Fighter           | Гелен           |
| 2009 | ф |                  | ісп. Me importas tú, y tú   |                 |
| 2011 | ф |                  | ісп. El firulete            | Ана             |
| 2014 | ф |                  | ісп. Isa                    | Дедал           |
| 2014 | ф | «Кантінфлас»     | ісп. Кантінфлас             | Мирослава Штерн |